# Махулов, Магомед Махулович
Магомед Махулович Махулов (23 февраля 1915 — 11 апреля 2021) — советский партийный и государственный деятель, Герой Социалистического Труда (8 апреля 1971).

## Биография
Родился 23 февраля 1915 года в селении Хунзах Аварского округа Дагестанской области. Аварец.
С 1923 года учился в медресе, с 1925 года — в опорной школе.
Окончил первый курс Дербентского сельскохозяйственного техникума (1931—1932), второй курс Воронежского пищевого промышленного рабфака (1932—1933) и курсы в Буйнакске (1933).
С 1933 г. учитель русского языка начальной школы в селении Орота, затем Харахи Хунзахского района. В 1937—1938 гг. школьный инспектор Хунзахского района.
В 1938 г. вступил в ВКП(б) и перешёл на комсомольскую работу: заведующий отделом пионеров, с 1939 г. первый секретарь райкома ВЛКСМ.
В 1942 году в звании капитана назначен комиссаром истребительного батальона, боровшегося с бандитизмом и дезертирством.
После войны окончил курсы по переподготовке руководящих партийных работников в Геленджике Краснодарского края.
Первый секретарь райкомов ВКП(б)/КПСС: Гергебильского (1946—1947), Гунибского (1945—1948), Унцукульского, Казбековского (1953—1958), Хунзахского (1958—1973).
Указом Президиума Верховного Совета СССР от 8 апреля 1971 года за выдающиеся успехи, достигнутые в развитии сельскохозяйственного производства и выполнении плана продажи государству продуктов земледелия и животноводства, присвоено звание Героя Социалистического Труда с вручением ордена Ленина и золотой медали «Серп и Молот».
С 1973 года — первый заместитель председателя Комитета народного контроля Дагестанской АССР.
С 1980 по 2004 г. начальник пожарно-технической выставки Отдела пожарной охраны Министерства внутренних дел Дагестанской АССР, реорганизованного позже в Центр противопожарной пропаганды Управления Государственной пожарной службы Министерства по чрезвычайным ситуациям Республики Дагестан.
Избирался депутатом Верховного Совета СССР 4-го созыва (1954—1958) и Дагестанской АССР, делегатом XXIV съезда КПСС (1971).
Умер 11 апреля 2021 года на 107-м году жизни. Похоронен на Хунзахском сельском кладбище.

## Награды
- Герой Социалистического Труда (08.04.1971)[1]
- Орден Ленина: 2 (12.11.1950, 8.04.1971)
- Орден Трудового Красного Знамени (27.11.1965)
- Орден «Знак Почёта» (9.06.1944)
- Орден «За заслуги перед Республикой Дагестан» (18.04.2013)[2]
- Медаль «За пропаганду спасательного дела» (18.02.2014)[3]